# Regio-Tour 2006
Il Regio-Tour 2006, ventiduesima edizione della corsa, si svolse dal 16 al 20 agosto 2006 su un percorso di 709 km ripartiti in 5 tappe, con partenza da Heitersheim e arrivo a Vogtsburg im Kaiserstuhl. Fu vinto dal tedesco Andreas Klöden della T-Mobile davanti all'australiano Michael Rogers e al tedesco Danilo Hondo.

## Tappe
| Tappa  | Data      | Percorso                                                                | km    | Vincitore di tappa | Leader cl. generale |
| ------ | --------- | ----------------------------------------------------------------------- | ----- | ------------------ | ------------------- |
| 1ª     | 16 agosto | Heitersheim > Guebwiller                                                | 194   | Danilo Hondo       | Danilo Hondo        |
| 2ª     | 17 agosto | Schliengen > Badenweiler                                                | 145,6 | Matthias Russ      | Matthias Russ       |
| 3ª     | 18 agosto | Schopfheim > Wehr                                                       | 177,4 | Michael Rogers     | Andreas Klöden      |
| 4ª     | 19 agosto | Bahlingen am Kaiserstuhl > Bahlingen am Kaiserstuhl (cron. individuale) | 23,3  | Andreas Klöden     | Andreas Klöden      |
| 5ª     | 20 agosto | Lahr > Vogtsburg im Kaiserstuhl                                         | 169,1 | Torsten Hiekmann   | Andreas Klöden      |
| Totale | Totale    | Totale                                                                  | 709   |                    |                     |

## Dettagli delle tappe

### 1ª tappa
- 16 agosto: Heitersheim > Guebwiller – 194 km

| Pos. | Corridore         | Squadra                | Tempo    |
| ---- | ----------------- | ---------------------- | -------- |
| 1    | Danilo Hondo      | Lamonta                | 4h43'14" |
| 2    | Claudio Cucinotta | Tenax                  | s.t.     |
| 3    | Tilo Schüler      | Thüringer Energie Team | s.t.     |

| Pos. | Corridore    | Squadra | Tempo    |
| ---- | ------------ | ------- | -------- |
| 1    | Danilo Hondo | Lamonta | 4h43'04" |

### 2ª tappa
- 17 agosto: Schliengen > Badenweiler – 145,6 km

| Pos. | Corridore      | Squadra      | Tempo    |
| ---- | -------------- | ------------ | -------- |
| 1    | Matthias Russ  | Gerolsteiner | 3h47'29" |
| 2    | Andreas Klöden | T-Mobile     | a 4"     |
| 3    | Luis Laverde   | Panaria      | a 8"     |

| Pos. | Corridore     | Squadra      | Tempo    |
| ---- | ------------- | ------------ | -------- |
| 1    | Matthias Russ | Gerolsteiner | 8h30'39" |

### 3ª tappa
- 18 agosto: Schopfheim > Wehr – 177,4 km

| Pos. | Corridore      | Squadra      | Tempo    |
| ---- | -------------- | ------------ | -------- |
| 1    | Michael Rogers | T-Mobile     | 4h42'39" |
| 2    | Andreas Klöden | T-Mobile     | s.t.     |
| 3    | Matthias Russ  | Gerolsteiner | a 12"    |

| Pos. | Corridore      | Squadra  | Tempo     |
| ---- | -------------- | -------- | --------- |
| 1    | Andreas Klöden | T-Mobile | 13h13'20" |

### 4ª tappa
- 19 agosto: Bahlingen am Kaiserstuhl > Bahlingen am Kaiserstuhl (cron. individuale) – 23,3 km

| Pos. | Corridore      | Squadra      | Tempo  |
| ---- | -------------- | ------------ | ------ |
| 1    | Andreas Klöden | T-Mobile     | 28'24" |
| 2    | Markus Fothen  | Gerolsteiner | a 26"  |
| 3    | Michael Rogers | T-Mobile     | a 45"  |

| Pos. | Corridore      | Squadra  | Tempo     |
| ---- | -------------- | -------- | --------- |
| 1    | Andreas Klöden | T-Mobile | 13h41'44" |

### 5ª tappa
- 20 agosto: Lahr > Vogtsburg im Kaiserstuhl – 169,1 km

| Pos. | Corridore        | Squadra      | Tempo    |
| ---- | ---------------- | ------------ | -------- |
| 1    | Torsten Hiekmann | Gerolsteiner | 4h26'28" |
| 2    | Dirk Müller      | Sparkasse    | a 27"    |
| 3    | Paride Grillo    | Panaria      | a 41"    |

| Pos. | Corridore      | Squadra  | Tempo     |
| ---- | -------------- | -------- | --------- |
| 1    | Andreas Klöden | T-Mobile | 18h08'53" |
| 2    | Michael Rogers | T-Mobile | a 50"     |
| 3    | Danilo Hondo   | Lamonta  | a 58"     |

## Classifiche finali

### Classifica generale
| Pos. | Corridore         | Squadra                   | Tempo     |
| ---- | ----------------- | ------------------------- | --------- |
| 1    | Andreas Klöden    | T-Mobile                  | 18h08'53" |
| 2    | Michael Rogers    | T-Mobile                  | a 50"     |
| 3    | Danilo Hondo      | Team Lamonta              | a 58"     |
| 4    | Matthias Russ     | Gerolsteiner              | a 1'51"   |
| 5    | Luis Laverde      | Ceramica Panaria-Navigare | a 2'42"   |
| 6    | Mitja Mahoric     | Perutnina Ptuj            | a 2'51"   |
| 7    | Cristiano Salerno | Tenax Salmilano           | a 3'05"   |
| 8    | Mickaël Buffaz    | Agritubel                 | a 3'26"   |
| 9    | Matija Kvasina    | Perutnina Ptuj            | a 3'43"   |
| 10   | Andrea Pagoto     | Ceramica Panaria-Navigare | a 4'03"   |